# АЕС Пакш
АЕС «Пакш» (угор. Paksi Atomerőmű) — єдина атомна електростанція в Угорщині, що працює. Розташована за 100 км від Будапешта й за 5 км від міста Пакш. Станція побудована за радянським проєктом, всі 4 реактори — типу ВВЕР-440. Планується будівництво двох реакторів ВВЕР-1200. АЕС виробляє понад 42 % всієї електроенергії, що генерується в країні.

## Історія
Будівництво першої черги АЕС «Пакш», що включало перші два енергоблоки, почалося в серпні 1974 року. 10 жовтня 1983 введено в експлуатацію перший енергоблок, а 14 листопада 1984 року — енергоблок № 2. У 1979 році почалися роботи з будівництва другої черги, введення енергоблоку № 3 в експлуатацію відбулося 1 грудня 1986 року, енергоблок № 4 запущено роком пізніше, в листопаді 1987 року. На всіх чотирьох енергоблоках станції використовуються радянські реакторні установки типу ВВЕР-440 В-213.
8 грудня 2014 року РФ і Угорщина підписали документи на будівництво п'ятого і шостого блоків АЕС «Пакш» з реакторами за російською технологією ВВЕР-1200. Будівництво мало початися 2018 року.
У серпні 2022 року Угорщина видала дозвіл РФ на будівництво проєкту Пакш II, розширення АЕС Пакш, яким займатиметься Росатом.

## Заходи безпеки
10 квітня 2003 року під час проведення планових ремонтних робіт на 2-му блоці АЕС Пакш стався інцидент, який потребував близько 3,5 років для відновлювальних робіт. Сталося пошкодження оболонки тепловиділяючих збірок при проведенні хімічного очищення їх поверхні в спеціальному баку, за технологією компанії AREVA. Перевищення допустимого рівня забруднення об'єктів довкілля поза промислового майданчика АЕС зафіксовано не було. Інциденту було присвоєно 3 рівень за міжнародною шкалою ядерних подій.

## Залежність від Росії
Побудова електростанції має суто російське фінансування, яке потенційно дозволить скоротити поставки електроенергії в Угорщину з України. Після окупації Криму, в кінці 2014 року, Росія і Угорщина підписали документи про будівництво п'ятого і шостого блоків АЕС «Пакш» з реакторними установками за російським проєктом ВВЕР-1200. Росія дасть Угорщині на проєкт «Пакш-2» державний кредит до 10 мільярдів євро, а загальна вартість робіт становить 12,5 мільярда євро.

## Характеристика енергоблоків
| Характеристика енергоблоків | Характеристика енергоблоків | Характеристика енергоблоків | Характеристика енергоблоків | Характеристика енергоблоків   | Характеристика енергоблоків   | Характеристика енергоблоків   | Характеристика енергоблоків   |
| Енергоблок                  | Тип установки               | Потужність (Нетто)          | Потужність (Брутто)         | Початок будівництва           | Підключення до мережі         | Введення в експлуатацію       | Кінець експлуатації           |
| --------------------------- | --------------------------- | --------------------------- | --------------------------- | ----------------------------- | ----------------------------- | ----------------------------- | ----------------------------- |
| Пакш-1                      | ВВЕР-440/213                | 470 МВт                     | 500 МВт                     | 01.08.1974                    | 28.12.1982                    | 10.08.1983                    |                               |
| Пакш-2                      | ВВЕР-440/213                | 473 МВт                     | 470 МВт                     | 01.08.1974                    | 06.09.1984                    | 14.11.1984                    |                               |
| Пакш-3                      | ВВЕР-440/213                | 473 МВт                     | 470 МВт                     | 01.10.1979                    | 28.09.1986                    | 01.12.1986                    |                               |
| Пакш-4                      | ВВЕР-440/213                | 473 МВт                     | 500 МВт                     | 01.10.1979                    | 16.08.1987                    | 01.11.1987                    |                               |
| Пакш-5                      | ВВЕР-1200                   |                             | 1200? МВт                   | Будівництво почнеться у 2018. | Будівництво почнеться у 2018. | Будівництво почнеться у 2018. | Будівництво почнеться у 2018. |
| Пакш-6                      | ВВЕР-1200                   |                             | 1200? МВт                   | Будівництво почнеться у 2018. | Будівництво почнеться у 2018. | Будівництво почнеться у 2018. | Будівництво почнеться у 2018. |